# José Procópio de Araújo Ferraz
José Procópio de Araújo Ferraz foi um fazendeiro brasileiro, considerado o introdutor das seringueiras no estado de São Paulo.
O Brasil havia perdido a competitividade no mercado da borracha no final do século XIX, quando passou de exportador a importador após a Inglaterra quebrar o monopólio brasileiro ao transplantar ilegalmente sementes da Amazônia para o Sudeste Asiático. Isso fez com que surgissem esforços em São Paulo para retomar a produção nacional, sendo o primeiro caso bem-sucedido o ocorrido em 1917 na fazenda Santa Sofia, de propriedade de José Procópio. Ele havia conseguido as sementes com o marechal Cândido Rondon, então em missão desbravatória no Mato Grosso. Com o tempo essas sementes espalharam-se por São Paulo, dando origem a centenas de milhares de mudas.
Das vinte e sete sementes germinadas na fazenda Santa Sofia quinze delas chegaram ao século XXI, na propriedade agora administrada pelos descendentes de José Procópio.